# 弗朗西斯科·戈麦斯-霍尔达纳
弗朗西斯科·戈麦斯-霍尔达纳·索萨（西班牙語：Francisco Gómez-Jordana Sousa，1876年2月1日—1944年8月3日），是西班牙的伯爵、将军和政治家。戈麦斯-霍尔达纳在西班牙内战期间加入佛朗哥阵营担任军政府主席，他还在1942年至1944年间任外交部长，任内致力于维持西班牙的中立政策。